# Officeday
UAB Officeday ist ein Handelsunternehmen (Reseller) und die größte baltische Handelskette mit 19 (im Jahr 2013: 21) Bürowaren-Geschäften (Handelszentren) allein in Litauen sowie mit weiteren Geschäften in Lettland und Estland. Es ist Träger der europäischen EOPI-Auszeichnung 2012. Es erreichte  einen Umsatz von 43 Mio. Litas (12,45 Mio. Euro) und die baltische "Officeday"-Gruppe 76 Mio. Litas (2013). Der strategische Partner ist „Lyreco“. Das Unternehmen organisiert den nationalen litauischen Wettbewerb "Büro-Administratorin des Jahres". 2014  hatte man in Litauen eine Kette mit 8 eigenen Einzelhandel-Geschäften und 13 Franchise-Unternehmen, die das ganze Land abdecken, und in Lettland 2 Geschäfte; danach kam noch dazu in Estland.  2015 erreichte Officeday Latvia den Umsatz von 17,077 Mio. Euro.

## Auszeichnungen
- 2018: „European Office Products Awards“, in der Kategorie Reseller of the Year (Umsatz unter 100 Mio. Euro)[12]